# Борщевицы
Боршевицы или Борщевицы — деревня в Печорском районе Псковской области России. Входит в состав сельского поселения «Изборская волость».
Расположена в 30 км к юго-востоку от города Печоры и в 6 км к юго-западу от Изборска.

## Население
Численность населения деревни на 2000 год составляет 11 человек, на 2011 год — 24 человека.
| 2001 | 2002 | 2010 |
| ---- | ---- | ---- |
| 11   | ↗24  | ↘14  |